# مقاطعة بيغ هورن (وايومنغ)
مقاطعة بيغ هورن (بالإنجليزية: Big Horn County)‏ هي إحدى مقاطعات ولاية وايومنغ في الولايات المتحدة الأمريكية.